# Sabatista
El término sabatista es usado por parte de algunas confesiones religiosas protestantes para referirse a aquellas que observan el día sábado como el Día del Señor, en lugar del domingo. Ellos creen en el sábado, el séptimo día de la semana según el calendario (salvo para el calendario gregoriano) como el verdadero día de reposo, basando esta creencia en el mandamiento divino que se encuentra en Éxodo 20:8-11 y que dice:

"Acuérdate del sábado, para consagrarlo al Señor. Trabaja seis días y haz en ellos todo lo que tengas que hacer, pero el séptimo día es de reposo consagrado al Señor tu Dios. No hagas ningún trabajo en ese día, ni tampoco tu hijo, ni tu hija, ni tu esclavo, ni tu esclava, ni tus animales, ni el extranjero que viva contigo. Porque el Señor hizo en seis días el cielo, la tierra, el mar y todo lo que hay en ellos, y descansó el día séptimo. Por eso el Señor bendijo el sábado y lo declaró día sagrado." Éxodo 20:8-11.

Los adherentes a la observación del sábado manifiestan que no solo fue observado en el Antiguo Testamento como el día santificado por Dios, sino que Jesucristo lo respetó de acuerdo a lo relatado en Lucas 4:16 y que la virgen María lo guardaba y respetaba al igual que los apóstoles, puesto que tanto los apóstoles como la virgen María, eran judíos.
Los sabatistas cuidan y procuran no profanar el sábado teniendo en cuenta Isaías 56:2, respetar el sábado haciendo la voluntad de Dios según Isaías 58:13,14 y obedecer a Dios antes que a los hombres según Hechos 5:29.
Ellos aseguran que el sábado es parte de los Diez Mandamientos, le dan considerablemente más importancia a guardar el séptimo día sábado que la importancia que le dan otras confesiones religiosas a la adoración en domingo bajo el argumento de que fue Dios mismo quien ordenó el culto sabático basado en los Diez Mandamientos, ya que el domingo fue instaurado por el emperador romano Constantino en su famoso edicto en el 321 D.C.
Existen varias confesiones religiosas que guardan el sábado, entre ellas se encuentran las siguientes:
1. Iglesia Soldados de la Cruz de Cristo
2. Iglesia Adventista del Séptimo Día
3. Iglesia Adventista del Séptimo Día Movimiento de Reforma
4. Iglesia Adventista del Séptimo Día de la Creación
5. Iglesia Advenimiento Séptimo Día Los Tres Ángeles
6. Iglesia de Dios (Israelita)
7. Iglesia Bautista del Séptimo Día
8. Iglesia de Dios (Séptimo Día)
9. Judaísmo mesiánico
10. Iglesia Bíblica del Séptimo Día
11. Iglesia Israelita del Nuevo Pacto